# Warren River (Indischer Ozean)
Der Warren River ist ein Fluss im Südwesten des australischen Bundesstaates Western Australia.

## Geografie
Der Fluss entspringt im Tone State Forest westlich von Strachan und fließt nach Südwesten unter dem South Western Highway hindurch. Er durchfließt dann den Warren State Forest und Warren-Nationalpark, bevor der im D’Entrecasteaux-Nationalpark bei Coolyarbup in den Südlichen Ozean mündet.

### Nebenflüsse mit Mündungshöhen
Der Warren River hat folgende Nebenflüsse:
- Perup River – 130 m
- Tone River – 130 m
- Wilgarup River – 122 m
- Diamond Tree Gully – 119 m
- Quininup Brook – 110 m
- Bighill Brook – 87 m
- Lefroy Brook – 55 m
- Dombakup Brook – 17 m

## Salzgehalt
Der durchschnittliche Salzgehalt des Flusswassers lag bis 2001 bei 895 mg/l und stieg kontinuierlich an. 67 % der Salzfracht kommen vom Perup River und vom Tone River, die nur etwa 19 % der Wassermenge des Warren River liefern. Um der Versalzung des Flusses zu begegnen, fordert man ein großes Aufforstungsprogramm für das gesamte Einzugsgebiet des Flusses.